# II. Sten Sture

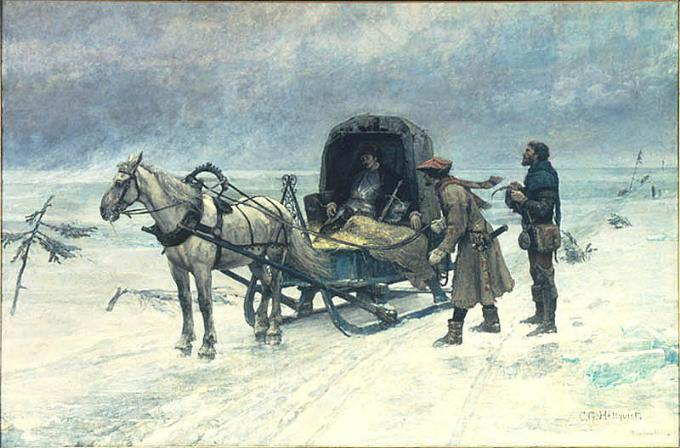
Ifjabb Sten Sture halála a Mälaren-tó jegén.
Carl Gustaf Hellqvist festménye (1880)

Ifjabb Sten Sture (?, 1493 – Mälaren-tó, 1520. február 3.) svéd államférfi, Svédország kormányzója a kalmari unió idején 1512-től haláláig.

## Élete
Ifjabb Sten Sture 1493-ban született, apja Svante Nilsson, Svédország kormányzója, a Sture család leszármazottja; anyja Iliana Gisladotter Gädda volt.
Apja halálakor Sten még csak tizennyolc éves volt. A Titkos Tanács Svante Nilsson helyett Erik Trolle főtanácsost választotta kormányzónak, aki támogatta a Dániával való uniót. Az ifjabb Sten azonban, az apja által ráhagyott csapatokat felhasználva, erőszakkal megdöntötte az uralmát. Sten ígéretet tett, hogy folytatja a tárgyalásokat Dániával, a tanács pedig elismerte őt kormányzóként Trolle helyett.
Sten valódi célja az volt, hogy megőrizze Svédország függetlenségét. Felvette a Sture családnevet, melyet dédnagyanyja is viselt, emlékezve Öreg Sten Sture-ra, aki apja harmad-unokatestvére volt.
Ifjabb Sten tudta, hogy a háború Dániával előbb-utóbb elkerülhetetlen lesz, ezért 1513-ban békét kötött Oroszországgal.
Kormányzóként konfliktusba keveredett Gustav Trolle érsekkel, Eric Trolle fiával. Az érsek nagyobb autonómiát követelt az egyház számára. Sten megfosztatta címétől és bebörtönöztette az érseket.
A dán király, II. Keresztély végül megindította a háborút Svédország ellen. Ifjabb Sten Sture 1520. január 19.-én a bogesundi csatában súlyosan megsebesült, és menekülés közben a Mälaren-tó jegén meghalt.
II. Keresztélyt svéd királlyá koronázták, Gustav érsek pedig bosszút állhatott Sten Sture hívein és azokon, akik támogatták a lemondatását. Az érsek listát állított össze az ellenségeiről, és eretnekséggel vádolta őket. A király a vádlottakat a stockholmi vérfürdőben kivégeztette, még Sten Sture holttestét is kihantolták, és máglyán elégették.

## Fordítás
- Ez a szócikk részben vagy egészben  a   Sten Sture the Younger című angol Wikipédia-szócikk ezen változatának fordításán alapul.  Az eredeti cikk szerkesztőit annak laptörténete sorolja fel. Ez a jelzés csupán a megfogalmazás eredetét és a szerzői jogokat jelzi, nem szolgál a cikkben szereplő információk forrásmegjelöléseként.